# Maria Brasília Leme Lopes
Maria Brasília Leme Lopes (1909 - 1996) foi uma médica e psicóloga brasileira. É considerada pelo CNPq uma das pioneiras da ciência no Brasil.
Em sua atividade científica, destaca-se seu trabalho sobre hemoterapia.
Foi membro da da Academia Nacional de Medicina. Foi presidenta da Associação Brasileira de Mulheres Médicas.

Atuou pela maior participação feminina na carreira científica.